# مكتب تنسيق التعريب
مكتب تنسيق التعريب جهاز تابع للمنظمة العربية للتربية والثقافة والعلوم التي أُنشئت سنة 1970، وفق ميثاق الوحدة الثقافية العربية الذي صادق عليه وزراء التربية والتعليم العرب في بغداد سنة 1964، والذي أقره مجلس جامعة الدول العربية في السنة نفسها، بغرض التعاون بين الدول العربية في ميادين التربية والثقافة والعلوم.
ويهدف دستور المنظمة العربية للتربية والثقافة والعلوم، من بين ما يهدف إليه، إلى تطوير الأجهزة الثقافية العربية التي كانت تابعة للجامعة العربية آنذاك، والتي تم إلحاقها بالمنظمة فور تأسيسها، ومن ضمنها مكتب تنسيق التعريب بالرباط، الذي سيتابع جانبا مهماً من مهام المنظمة، خاصة ما تعلق منها بتوحيد المصطلحات العلمية والحضارية ودعم حركة التعريب في الوطن العربي، وهو مجال بذلت فيه المنظمة وجهازها المتخصص (مكتب تنسيق التعريب)، مجهودات متميزة، لتمكين اللغة العربية من استعادة دورها في النهضة العلمية، والتعبير عن كل المنجزات الحضارية والتكنولوجية في كل مناحي الحياة المعاصرة، بإيجاد المقابلات العربية لأدق المصطلحات العلمية والتقنية الجديدة، والعمل على تنسيقها وتوحيدها وإقرارها في مؤتمرات التعريب، التي يعقدها المكتب، والتي تشارك فيه كل الدول العربية.

## نشأة المكتب
جاءت فكرة إنشاء مكتب تنسيق التعريب، في إطار تصور جهاز عربي متخصص، يُعنى بتنسيق جهود الدول العربية في مجال تعريب المصطلحات الحديثة، والمساهمة الفعالة في إيجاد أنجع السبل لاستعمال اللغة العربية في الحياة العامة، وفي جميع مراحل التعليم، وفي كل الأنشطة الثقافية والعلمية والإعلامية، ومتابعة حركة التعريب في جميع التخصصات العلمية والتقنية.
اقتنعت الدول العربية بدور هذا الجهاز وبأهمية إحداثه، فانعقدت تنفيذاً لتوصيات مؤتمر التعريب الأول الذي التأم بالرباط سنة 1961- الدورة الأولى لمجلسه التنفيذي بالرباط في 19 فبراير 1962، ثم أُلحق بالأمانة العامة لجامعة الدول العربية في مارس 1969.
وعند قيام المنظمة العربية للتربية والثقافة والعلوم وكالةً متخصصةً في نطاق جامعة الدول العربية في يوليو 1970، اُلحق بها هذا الجهاز في مايو/أيار 1972، وكان يسمى آنذاك المكتب الدائم لتنسيق التعريب في الوطن العربي.
تم إقرار نظامه الداخلي من قبل المجلس التنفيذي للمنظمة في دورته الثامنة المنعقدة بالقاهرة من 27/1 إلى 3/2/1973، ووفق قرارات المجلس التنفيذي للمنظمة العربية للتربية والثقافة والعلوم، في دورته الرابعة والستين لسنة 1996، في موضوع دراسة أوضاع الأجهزة الخارجية للمنظمة، وتقييم أدائها واستشراف مستقبلها، تمت الموافقة على الهيكل التنظيمي للمكتب في الدورة السابعة والستين للمجلس التنفيذي للمنظمة سنة 1998.

## أهداف المكتب
جهود مكتب تنسيق التعريب في المجال المعجمي واللغوي تمتد إلى أكثر من خمسين سنة من العمل الجاد لفائدة اللغة العربية، بدءاً بالتأسيس والمهام، مروراً بأسلوب العمل، وانتهاء بالمنجزات والتصورات المستقبلية.
- تنسيق الجهود التي تبذل للتوسع في استعمال اللغة العربية في التدريس بجميع مراحل التعليم وأنواعه ومواده، وفي الأجهزة الثقافية ووسائل الإعلام المختلفة.
- تتبع حركة التعريب وتطور اللغة العربية العلمية والحضارية في الوطن العربي وخارجه بجمع الدراسات المتعلقة بهذا الموضوع ونشرها أو التعريف بها.
- تنسيق الجهود التي تبذل لإغناء اللغة العربية بالمصطلحات الحديثة ولتوحيد المصطلح العلمي والحضاري في الوطن العربي بكل الوسائل الممكنة.
- الإعداد للمؤتمرات الدورية للتعريب.

## المهام
انطلاقاً من الأهداف السالف ذكرها، يمكن تحديد مهام المكتب في الأعمال الآتية:
- تنسيق الجهود التي تبذل لإغناء اللغة العربية بالمصطلحات الحديثة ولتوحيد المصطلح العلمي والحضاري في الوطن العربي.
- تتبّع ما تنتهي إليه بحوث المجامع اللغوية والعلمية، وكذلك أنشطة العلماء والأدباء والمترجمين المتعلقة بقضايا التعريب والمصطلح، وجمع ذلك كله وتنسيقه وتصنيفه تمهيداً لعرضه في مؤتمرات التعريب.
- تمتين أواصر التعاون المثمر مع المجامع اللغوية والعلمية العربية. ومع كلّ الجهات العربية والدولية المتخصصة لتحقيق أهداف المكتب.
- تنسيق الجهود التي تبذل للتوسع في استعمال اللغة العربية في التدريس بجميع مراحل التعليم وأنواعه ومواده، وفي الأجهزة الثقافية ووسائل الإعلام المختلفة.
- تتبع حركة التعريب وتطور اللغة العربية العلمية والحضارية في الوطن العربي وخارجه، بجمع الدراسات المتعلقة بهذا الموضوع ونشرها أو التعريف بها.
- إعداد المشروعات المعجمية المتخصصة التي تقرّها مؤتمرات التعريب وإصدارها، والإعداد لعقد الندوات والحلقات الدراسية المقرّرة في برامج المكتب.
- إنشاء قاعدة بيانات مصطلحية، لتخزين المصطلحات وتصنيفها وتبادل المعلومات والمصطلحات مع البنوك المتخصصة في هذا المجال، سعياً وراء تحقيق معاجم موحّدة وموسوعات عربية متعدّدة المداخل باللغات الأجنبية.
- عقد المؤتمرات الدورية للتعريب.
- نشر الجهود العلمية في ميدان التعريب وضبط المصطلح والتعريف بها.

## المتعاقبون على إدارة المكتب
- د. عبد العزيز بنعبد الله، من 03-07-1961 إلى 27-11-1983 (22 سنة و5 أشهر).
- د. المهدي الدليرو، من 01-01-1982 إلى 31-12-1985 (4 سنوات).
- د. مصطفى بنيخلف، من 01-01-1986 إلى 30-06-1986 (6 أشهر).
- د. عبد الجليل بلحاج، من 01-07-1986 إلى 31-08-1990 (4 سنوات وشهران).
- د. أحمد شحلان، من 31-08-1990 إلى 31-03-1995 (4 سنوات و6 أشهر).
- د. عباس محمد الصوري، من 19-02-1997 إلى 31-12-2007 (10 سنوات و10 أشهر).
- د. ميلود حبيبي، من 01-01-2008 إلى 31-06-2012 (4 سنوات و 6 أشهر).
- د. عبد الفتاح الحجمري، من 01-07-2012 إلى 13-10-2024 (12 سنة و3 أشهر).
- أ.د. مراد الريفي، منذ 14-10-2024

## المجلس العلمي الاستشاري
جاء في النظام الداخلي للمكتب، الذي صادق عليه المجلس التنفيذي للمنظمة العربية للتربية والثقافة والعلوم سنة 1973، أنه يتوفر على لجنة استشارية تتكون من علماء معجميين وشخصيات علمية فذة، وكانت تجتمع مرة على الأقل في كل سنة، للنظر في الموضوعات التي يعرضها عليها المكتب، وكل ما يقترحه السيد المدير العام للمنظمة من مواضيع، وكذا في بعض الجوانب التي ترى اللجنة إدراجها ضمن جدول أعمالها. ولعل بعض الأسباب المادية هي التي أدت إلى تعليق أعمال هذه اللجنة سنة 1983، وعندما أسست المنظمة العربية للتربية والثقافة والعلوم لجنتها الاستشارية سنة 1991، قدمت هذه اللجنة بعض النصح للمكتب ثم توقفت بدورها بعد ذلك.
وفي سنة 1999 صدر قرار السيد المدير العام للمنظمة العربية للتربية والثقافة والعلوم بتشكيل مجالس علمية استشارية للمراكز الخارجية، وفق قرار المجلس التنفيذي للمنظمة سنة 1998. وقد اجتمع المجلس العلمي الاستشاري للمكتب في أول دورة له بالرباط خلال شهر فبراير 2002، ثم عقد دورته الثانية في طرابلس بليبيا سنة 2004، ودورته الثالثة في عمان بالمملكة الأردنية الهاشمية سنة 2007.

## التصور الشامل لعمل المكتب

### العمل المعجمي والمصطلحي
يدخل العمل المعجمي والمصطلحي الذي يضطلع به المكتب، في إطار خطة التعريب الشاملة والتي بمقتضاها يقوم بإنجاز أعمال معجمية ولغوية وفق قوانين تحكم سـيره العلمي، وطبقاً لمناهج محددة يضعها المكتب لنفسه من خلال ما يقترحه مجلسه العلمي الاستشاري، أو تبعاً لخطط تضعها له المنظمة العربية للتربية والثقافة والعلوم، انطلاقاً من مقترحات وأولويات يفرضها واقع اللغة العربية ومتطلبات الأقطار العربية المتطلعة إلى الاستفادة من النتاج العلمي المعاصر.
ويمكن حصر أسلوب المكتب المعجمي والمصطلحي في ثلاث مراحل، نذكر آخرها التي تبناها المكتب سنة 1990، وتتمثل في الخطوات التالية:
ّ* اطلاع اللجان الوطنية العربية للتربية والثقافة والعلوم، على قائمة المشروعات المعجمية التي ينوي المكتب إنجازها، لإمداده بأسماء الجهات المتخصصة الراغبة في التعاون التعاقد معها لإعداد أحد المشروعات المقترحة.
- يتعاقد المكتب مع مؤسسة علمية متخصصة في مجال المشروع، لتكون هي المشرف العلمي على إنجازه، وهي التي تختار الخبراء وتتابع العمل خطوة خطوة حتى نهايته. ويضع المكتب تحت تصرف فريق العمل، وبتعاون مع خبرائه اللغويين، المراجع والمصادر الضرورية لإنجاز المشروع، مع اعتبار المصطلح المـجْمَعي مصطلحاً أساسياً، إن وُجد، وكذلك المصطلحات الموحدة التي صادقت عليها مؤتمرات التعريب، مع ضرورة الرجوع إلى التراث العربي للاستفادة منه واستثماره.
- عرض المشروع، بعد إنجازه، على جهات متخصصة لمراجعته وتقويمه وإبداء الملاحظات عليه.
- توجيه هذه الملاحظات إلى الجهة الأولى، للاستفادة منها في إغناء المشروع الأصلي.
- يوزع المكتب مشروع المعجم بعد إنجازه على الجهات المختصة في الوطن العربي، لأجل الدراسة وإبداء الرأي، تمهيداً لعرضه على مؤتمر للتعريب.
- عرض المشروع المنقح بعد ذلك على مؤتمر للتعريب لدراسته وإقراره.

### ندوات متخصصة
يعقد المكتب ضمن مشروعاته وبرامجه، ندوات وحلقات دراسية متخصصة، نعرضها فيما يلي:
أولا: ندوات دراسة المشروعات المعجمية
ثانيا: ندوات توحيد منهجيات وضع المصطلح
ثالثا: حلقات دراسية لمراجعة المعاجم الموحدة
رابعا: أنشطة مختلفة
للمزيد من المعلومات:

### مؤتمرات التعريب
يُعقد مؤتمر للتعريب مرة على الأقل كل ثلاث سنوات، في إحدى الدول العربية بدعوة من المدير العام للمنظمة العربية للتربية والثقافة والعلوم، لدراسة ما يقدمه إليه المكتب من أبحاث ومقترحات تتعلق بالتعريب وتطور اللغة العربية العلمية والحضارية، واتخاذ القرارات بشأنها.
وقد عقد المكتب منذ تأسيسه سنة 1961 حتى سنة 2013 اثني عشر مؤتمراً للتعريب، للمزيد من المعلومات:

## إصدارات المكتب

### المعاجم الموحدة
لقد استطاع المكتب طوال مسيرته العلمية الطويلة، أن ينشر عشرات المعاجم غير الموحدة، أي التي لم تعرض على مؤتمرات التعريب، قبل انضمامه إلى المنظمة العربية للتربية والثقافة والعلوم. بعضها طُبع ونُشر على حدة ووُزع في حينه، والباقي نُشر في دورية المكتب (اللسان العربي).
أما المعاجم التي وحّدها المكتب ونسّقها من خلال الندوات المتخصصة وأقرتها مؤتمرات التعريب، والتي يبلغ عددها لغاية 2016 ثمانية وخمسون معجما موحدا، فقد صدر بعضها في طبعات مستقلة، ثم قامت المنظمة العربية للتربية والثقافة والعلوم ومكتبها لتنسيق التعريب- بناء على اقتراح لجنة علمية شكلتها المنظمة عام 1987- بدمج بعض هذه المعاجم، حسب التجانس الموضوعي، وتمت مراجعتها وتنقيحها وترتيبها ترتيباً ألفبائياً انطلاقا من الإنجليزية، وتزويدها بفهرسين عربي وفرنسي مرتبين ألفبائياً مع رقم كل مصطلح، وبالتعريفات اللازمة.

### مجلة اللسان العربي
تعد مجلة «اللسان العربي» مرجعا للمؤسسات الأكاديمية والهيئات اللغوية والمجامع والجامعات وللمتخصصين المهتمين بقضايا التعريب والترجمة والتنمية اللغوية، ومنبراً لنشر أبحاث في مجالات لغوية ومصطلحية متنوعة تربو اليوم على أربعة آلاف دراسة باللغات العربية والفرنسة والإنجليزية.
وتكميلا للجهود المبذولة من طرف مكتب تنسيق التعريب بالرباط، وبفضل الإسهامات العلمية الرصينة للباحثين، وبناءً على توصيات المجلس العلمي الاستشاري للمكتب في دورته الثالثة المنعقدة على هامش مؤتمر التعريب الحادي عشر بعمان سنة 2008، أصبحت دورية «اللسان العربي» مجلة محكمة، وقد صدر العدد الأول منها سنة 1964، وهي منتظمة الصدور بمعدل عددين في السنة.
للاطلاع على المجلة على شكل كتاب إلكتروني:

## آفاق التحديث

### خطة عامة للتحديث
يقوم المكتب تباعاً بإدخال تعديلات مهمة على مخططاته، وفق خطط المنظمة العربية للتربية والثقافة والعلوم (1984-2016)، والتي ركزت في محاورها على التعريب وخططت له، باعتباره مطلبا قوميا محوريا، يأخذ بعين الاعتبار واقع العمل العربي المشترك عالميا وعربيا، بهدف العناية باللغة العربية والارتقاء بالتعريب وتطوير الترجمة، فضلاً عن خطة تطوير التربية والتعليم المعتمدة في مؤتمر سابق للقمة العربيية.
وعند صدور التوصية الأولى للمؤتمر العام للمنظمة العربية للتربية والثقافة والعلوم في دورته المنعقدة سنة 1994، القاضية بتشكيل لجنة متخصصة لدراسة خطة تصور بديلة لتطوير المكتب وتحديثه، كان لابد لهذا الجهاز من المساهمة الفعالة في تحقيق هذا التوجه الجديد للمنظمة وإنجاحه، وذلك بالقيام بمراجعة شمولية لمخططات المكتب وبرامجه وأهدافه، بدءا بتحديث وتجديد وسائل عمله المختلفة، وإعادة النظر في المنهجيات والأساليب المتبعة في إنجاز البرامج والمشروعات، مما مكنه في ظرف وجيز من التكيف مع التوجه الجديد للمنظمة والاندماج في خططها، للقيام بدوره في إنجاح العمل العربي المشترك الرامي إلى تحقيق التعريب الشامل، وتحديث اللغة العربية ورفدها بالمصطلحات والمفاهيم المستجدة، بالتعاون والتنسيق مع المجامع اللغوية والعلمية العربية والجامعات والمراكز المتخصصة في الوطن العربي، وفقا لخطة العمل المستقبلية للمنظمة (2005-2010) التي تمتد حتى 2015.

### وحدة الشبكة المعلوماتية وبنك المصطلحات
لقد أصبح استعمال الحاسوب في ميدان المصطلحات العلمية ضرورة حتمية، حيث لا يمكن متابعة حركة التزايد الاصطلاحي الهائلة دون استعمال وسائل المعلوميات الحديثة. ولهذا قام المكتب بتأسيس شبكة معلوماتية، تتضمن بنكا للمصطلحات، مزوّداً بتجهيزات حديثة ومتطورة، بهدف تخزين المصطلحات وتنظيمها والتعامل معها وتحديثها واسترجاعها ونشرها وتوزيعها، بغية تحقيق الدقة في التعامل مع المصطلح العلمي. ومن أهدافه أيضاً، ما يلي:
- تجميع المصطلحات في مختلف ميادين المعرفة وتخزينها وفق منهجية علمية محددة.
- مواكبة المصطلحات المستجدة وتخزينها.
- تزويد المستعملين، بالمصطلحات الموحدة.
- تدعيم دور المكتب في تنسيق المصطلحات العلمية.
- خلق شبكة عربية مصطلحية للاستفادة المتبادلة بين بنوك المصطلحات.
- تخزين المعلومات الببليوغرافية المتعلقة بعلم المصطلح.
- وضع دليل محوسب للمتخصصين العرب في علم المصطلح والمعجمية والترجمة.
- الاتصال الشبكي بين المكتب والمنظمة وأجهزتها الخارجية.
- مواكبة للمستجدات والتطورات التقنية والبرمجية الجارية في هذا الميدان، عقد المكتب ندوتين متخصصتين للوقوف على مختلف النظريات والتطبيقات التي يمكن الاستفادة منها لفائدة بنك المصطلحات في المكتب.

الأولى في طنجة بالمغرب من 21-22/4/1995، اهتمت بالمبادئ العامة لاستثمار الحاسوب في العمل المصطلحي.
الثانية في الرباط من 13-17/12/1997، اهتمت بموضوع التطبيقات الحاسوبية العربية في المجال المصطلحي.

### المكتبة المتخصصة
هدف إحداث المكتبة العلمية لمكتب تنسيق التعريب أساساً إلى تطوير الرصيد العلمي للمكتب من المراجع الأساسية لعمله المعجمي واللغوي لفائدة خبراء المكتب، وتزويدها بأهم الكتب التي من شأنها إفادة روادها من داخل المغرب ومن خارجه، وتتوفر المكتبة العلمية المتخصصة حالياً على ما يناهز (8000)، وهي مفتوحة في وجه خبراء المكتب والطلبة، وعامة الباحثين، لمساعدتهم على إنجاز أبحاثهم ودراساتهم.
وتحتوي المكتبة على كتب في مجالات معينة كالمعجمية والمصطلحية والتعريب والترجمة واللغة عامة، فضلا عن إصدارات المنظمة العربية للتربية والثقافة والعلوم)ألكسو (، ودوريات المجامع اللغوية والعلمية.
وقد تم تحديث فضاء المكتبة وتجهيزها بأحدث التجهيزات على غرار المكتبات العصرية من أجل مواكبة التطور، وتم تجهيز قاعة أخرى بحواسيب وجهاز فيديو الندوات (vidéo-conférence)، من أجل التواصل وعقد الاجتماعات والندوات والحلقات الدراسية الخاصة ببرامج المكتب.

### قاموس المصطلحات التقنية ARABTERM
بدأ تشغيل بوابة مشروع المعجم التقني التفاعلي ARABTERM على الشابكة (الإنترنت) منذ 11 مايو/أيار 2010؛ وهو ثمرة تعاون مشترك بين المنظمة العربية للتربية والثقافة والعلوم (ألكسو) والوزارة الاتحادية للتعاون الاقتصادي والتنمية في ألمانيا، ويتولى تنفيذه مكتب تنسيق التعريب بالرباط، التابع للألكسو، والوكالة الألمانية للتعاون الدولي.
ويهدف هذا المشروع إلى إعداد قاموس إلكتروني موسوعي للمصطلحات مصنف حسب المجالات التقنية والقطاعات الصناعية المختلفة وبأربع لغات، هي العربية والألمانية والإنكليزية والفرنسية، ومتاح لجميع المستخدمين المحتملين مجانا على العنوان التالي: www.arabtermorg
وقد تم تصميم وتطوير موقع المعجم على الإنترنت بشكل يجعله سهل المنال وملبياً لاحتياجات المستخدمين باللغات الأربع؛ كما يتيح شكله التفاعلي التعديل المستمر في محتواه وإضافة مصطلحات مستخدمة مما سيسهم، بلا شك، في توحيد المقابلات العربية للمصطلحات العلمية والتقنية في العالم العربي.
تترتب مواد المعجم التقني ARABTERM حسب المجالات التقنية والقطاعات الصناعية المختلفة، وسيكون وسيلة متاحة للجميع للحصول على ترجمات موحّدة ومتسقة للكتب التعليمية والمناهج الدراسية والأدلة التقنية والنصوص ذات الصلة بهذه القطاعات.
بالإضافة إلى اللغة الألمانية والإنجليزية والفرنسية، يقدّم هذا القاموس التقني مقابلات للمصطلحات باللغة العربية، مشفوعة بتعريفات دقيقة وصور توضيحية.
نشرَ القاموس إلى اليوم ثمانية (8) مجلدات تهم المجالات التالية: الطاقات المتجددة، الهندسة الكهربائية، النقل والبنية التحتية، وصناعة النسيج، هندسة المياه، تكنولوجيا السيارات، الهندسة المدنية، تقانات المعلومات، والمناخ والبيئة وإدارة النفايات الصلبة. وبهذا يفوق العدد الإجمالي للمداخل 33500 مدخلا (أي ما يعادل 134000 مصطلحا رباعي اللغة)، ومن المرتقب إصدار المزيد من المجلدات في مجالات تقنية أخرى.
يمرّ كل مدخل من القاموس عبر سلسلة من المراحل قصد المراجعة والإقرار من قبل مجموعة من الخبراء واللغويين. وقد تبيَّنَ، وَفقا لدراسة أجراها فريق المشروع، أن هذا القاموس التفاعلي يسهِّل لمستخدميه عملية معالجة الوثائق بنسبة (95٪)، ويلبّي بيُسر حاجاتهم في الدراسة والبحث.
وأطلق مشروع ARABTERM في شهر يونيو 2015 بوابة خاصة بالأجهزة المحمولة يمكن الوصول إليها انطلاقا من معظم الهواتف واللوحات الذكية، قصْد السماح لمستعملي القاموس الوصول بطريقة أسرع للمجلدات المنجزة.

## وصلات خارجية
- مكتب تنسيق التعريب